# Andrew DeCristofaro
Andrew DeCristofaro é um sonoplasta americano. Como reconhecimento, foi nomeado ao Oscar 2015 na categoria de Melhor Edição de Som por Unbroken.